# Thallarcha stramenticolor
Thallarcha stramenticolor là một loài bướm đêm thuộc phân họ Arctiinae, họ Erebidae.